# Alicia Rissler
Alicia Rissler, född 30 mars 1980, är en svensk kläddesigner med märket Ladies & Gentlemen by Alicia Rissler.